# Affare della collana

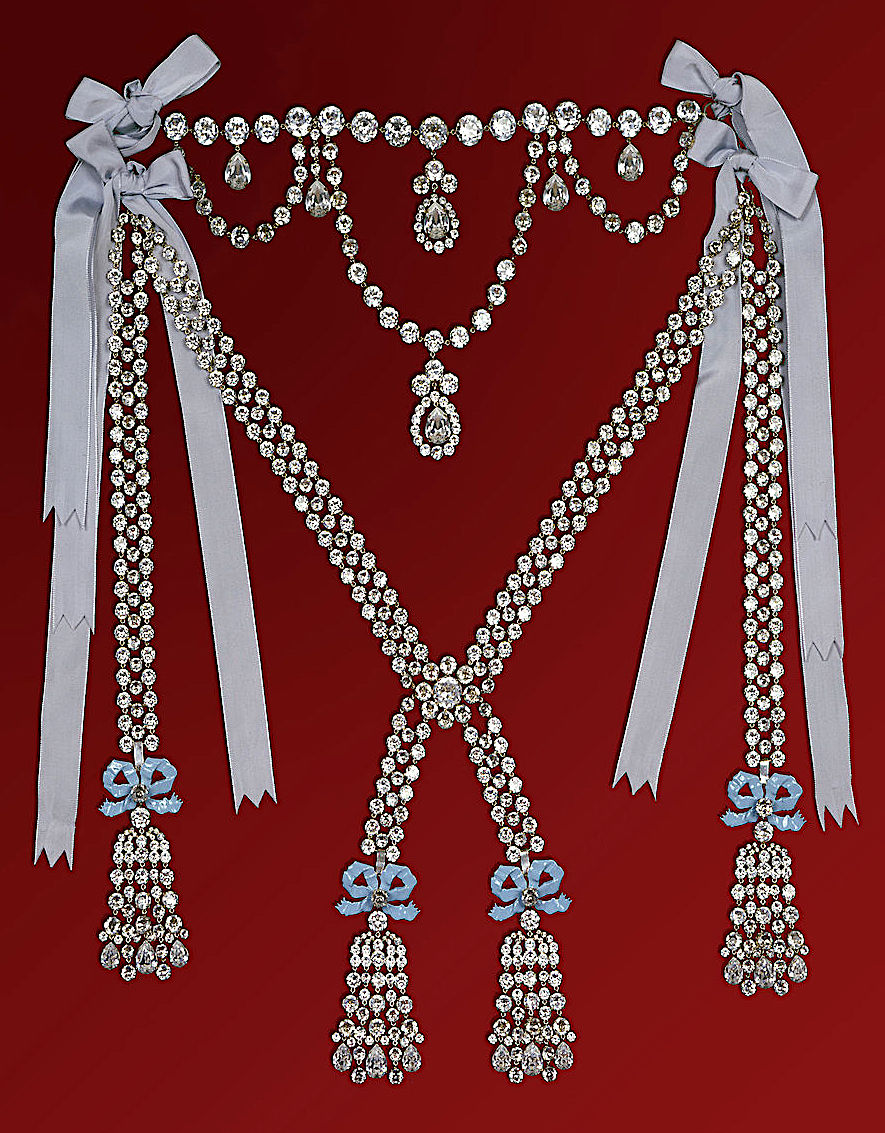
Ricostruzione della collana di diamanti al centro dello scandalo.

L'Affare della collana, noto anche come Scandalo della collana, fu una truffa accaduta in Francia negli anni ottanta del secolo XVIII, perpetrata dalla contessa Jeanne de Saint-Rémy de Valois ai danni della regina Maria Antonietta e del cardinale di Rohan.

## La collana
La collana protagonista dello scandalo era stata creata dai gioiellieri tedeschi di Parigi Charles-Auguste Böhmer e Paul Bassenge, che per anni avevano collezionato pietre preziose con l'idea di venderle, dopo averle trasformate in un collier, alla contessa Du Barry, favorita del re Luigi XV. Dopo la morte del re, nel 1774, i gioiellieri pensarono di offrirla alla nuova regina Maria Antonietta. Il suo costo era di 1.600.000 livres, pari a circa 500 kg d'oro.
Nel 1778, Luigi XVI offrì il gioiello alla regina. Secondo alcuni, la donna lo rifiutò dicendo di preferire che quei soldi fossero investiti in un vascello. Secondo altri, fu Luigi XVI a cambiare idea.
I gioiellieri della corona non riuscirono a vendere la collana all'estero. Dopo la nascita del delfino Luigi Giuseppe nel 1781, nel tentativo di sfruttare a loro vantaggio l'ondata emotiva dei regnanti, provarono ancora a venderla a Maria Antonietta, ma la sovrana rifiutò nuovamente.

## La storia
Furono Jeanne de Saint-Rémy de Valois e altri due avventurieri a ordire un piano per guadagnare denaro e potere grazie alla collana. Dopo numerose vicissitudini, questa discendente di Enrico II di Francia aveva sposato il conte Nicolas de La Motte e viveva di una piccola pensione che il re aveva loro concesso.
Jeanne Valois entrò in contatto nel 1784 con il cardinale di Rohan, ex ambasciatore a Vienna. La regina Maria Antonietta non vedeva di buon occhio il cardinale poiché egli aveva raccontato alcuni suoi segreti all'imperatrice Maria Teresa, sua madre. Inoltre, la regina aveva sentito di una lettera in cui il cardinale parlava in modo leggero e offensivo di sua madre.

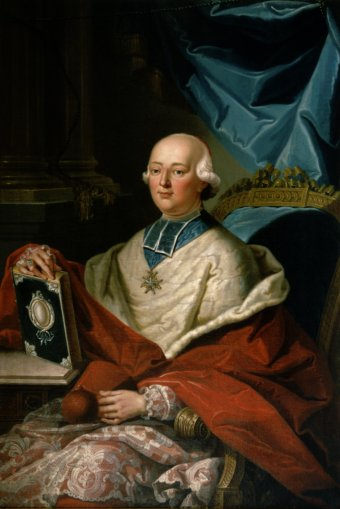
Il cardinale di Rohan.

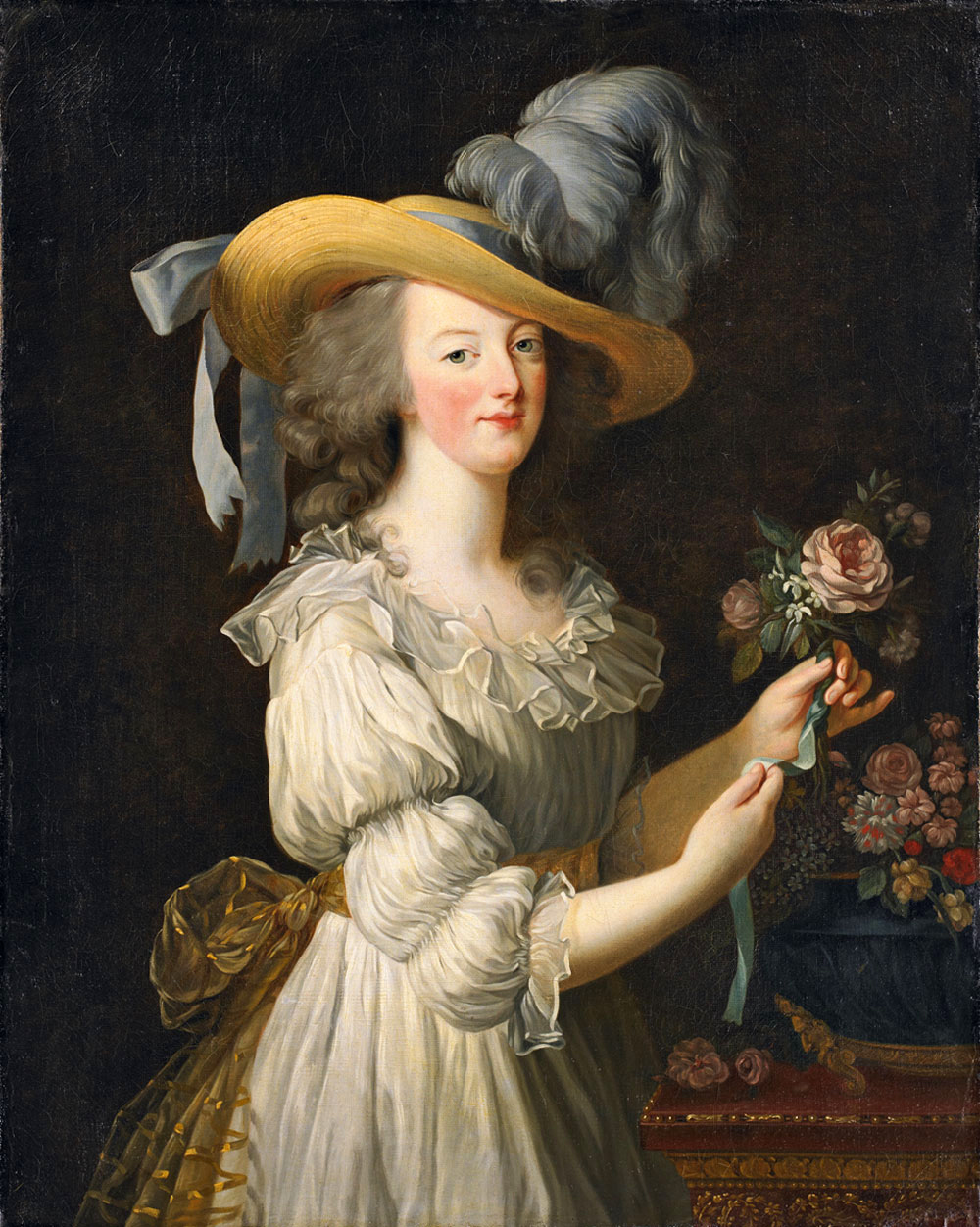
La regina Maria Antonietta in abito di mussola bianca e cappello di paglia. Dipinto di Élisabeth Vigée Le Brun (1783).

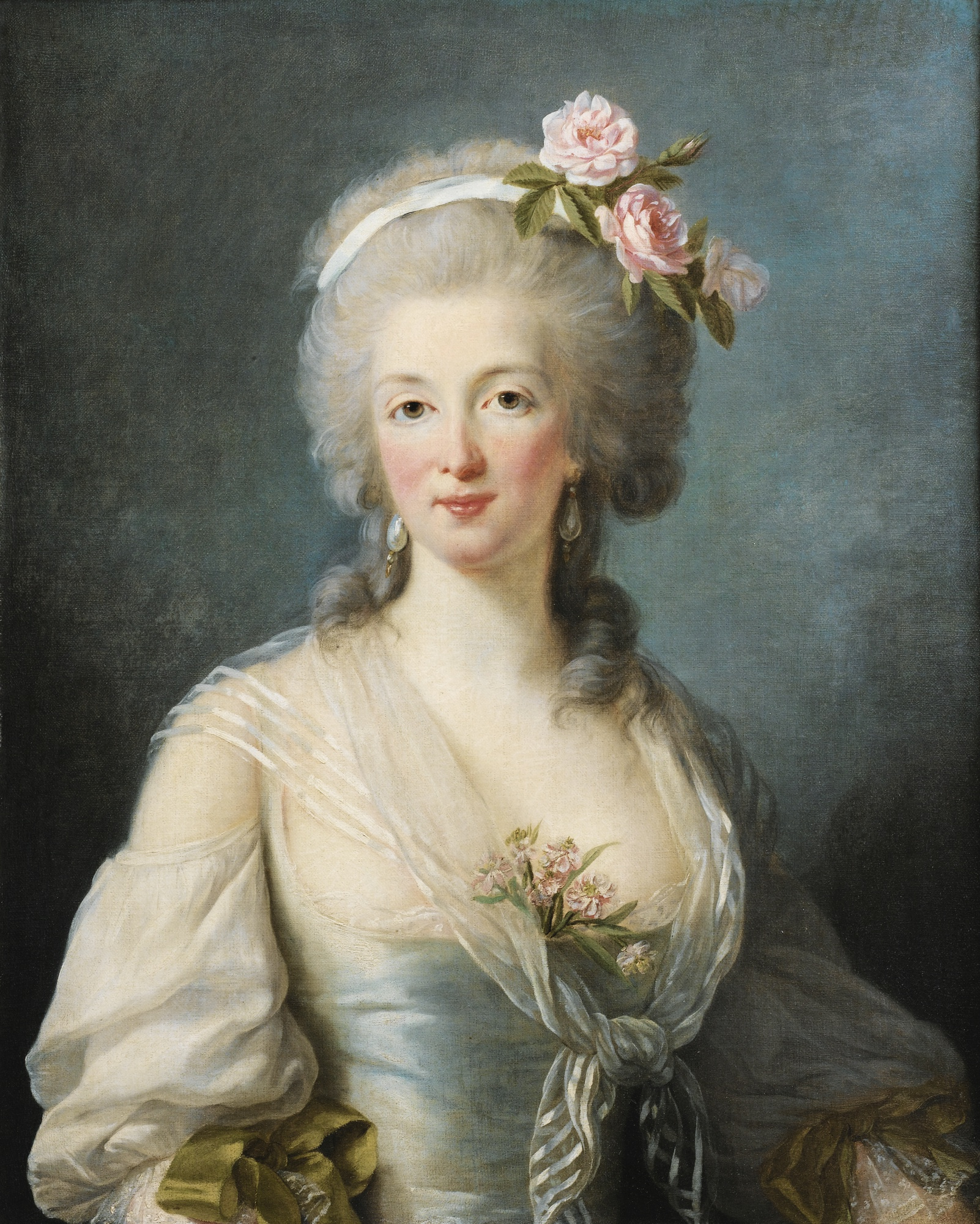
La contessa Jeanne de Saint-Rémy de Valois ritratta da Élisabeth Vigée Le Brun.

Aspirando alla carica di primo ministro di Francia, il cardinale stava cercando di riconquistare una buona reputazione agli occhi della regina. La contessa de la Motte lo convinse di godere del favore di Maria Antonietta e Rohan pensò di approfittarne.
Cominciò così una fitta corrispondenza tra il cardinale e la regina, orchestrata da Jeanne Valois de la Motte. Il tono delle lettere divenne sempre più caldo, finché il cardinale, convinto che la sovrana fosse innamorata di lui, chiese un appuntamento segreto. L'incontro ebbe luogo nell'agosto del 1784 nel giardino di Versailles: una prostituta, Nicole Leguay D'Oliva, si finse Maria Antonietta, promettendo al cardinale di dimenticare le incomprensioni del passato.
Lo scopo di Jeanne Valois era quello di impadronirsi del denaro che spillava al cardinale facendogli credere che fosse destinato alle opere di carità della regina. Tramite questi soldi, Jeanne poté ritagliarsi un suo ruolo nell'alta società francese del tempo, e molta gente credeva davvero alle sue millantate relazioni con Maria Antonietta. 
A ogni modo, i gioiellieri Bohmer e Bassenge credevano alle relazioni tra le due donne, e pensarono di usare la contessa de la Motte per vendere la collana alla regina Maria Antonietta.
Il 21 gennaio 1785 la contessa annunciò che la regina avrebbe acquistato la collana, ma che - per via del costo elevato del gioiello - non lo avrebbe fatto apertamente, bensì tramite un intermediario. Fu il cardinale di Rohan a trattare sul prezzo della collana, che fu acquistata per 1.600.000 livres pagabili a rate. Affermando di essere stato autorizzato da Maria Antonietta, mostrò ai gioiellieri le condizioni dell'accordo, scritte a mano e firmate dalla regina. Rohan portò a casa della contessa la collana, che un uomo - in cui il cardinale disse di riconoscere un valletto del re - venne a prendere.
Pare che il conte de la Motte sia partito poco dopo per Londra, portandosi dietro la collana, di cui avrebbe venduto i diamanti.
Al momento del pagamento, Jeanne Valois portò ai gioiellieri una nota del cardinale. Ma questo non bastò, e Bohmer si lamentò con la regina, che si disse all'oscuro di tutta la vicenda, affermando di non aver mai acquistato la collana in questione. Ne seguì un coup de théâtre. Il 15 agosto 1785, giorno dell'Assunzione, era anche la festa della regina da quando Luigi XIII aveva posto la corona sotto la protezione della Vergine, e mentre tutta la corte aspettava il re e la regina per recarsi alla cappella, il cardinale, che si preparava alla funzione, fu arrestato nella famosa galleria degli specchi e portato alla Bastiglia. Rohan riuscì comunque a distruggere quella che credeva essere la sua corrispondenza segreta con la regina, e non è dato sapere se questo sia avvenuto con la complicità degli ufficiali, che non l'avrebbero impedito. La contessa fu arrestata solo il 18 agosto, dopo aver distrutto il materiale compromettente.
La polizia, che per l'occasione fu coordinata direttamente dal barone di Breteuil, cominciò a lavorare per catturare tutti i complici. Furono arrestati anche Nicole Leguay, la sosia di Maria Antonietta, e un certo Rétaux de Villette, amico della contessa e reo confesso di aver scritto le lettere a Rohan col nome della regina, firmando per lei le condizioni dell'accordo. Anche Cagliostro venne arrestato dalla polizia, ma fu riconosciuto innocente. L'unico che rimase a piede libero fu il conte de la Motte, essendo fuggito in Inghilterra, da sempre territorio nemico per la Francia e quindi non raggiungibile dal decreto di estradizione.
Il cardinale accettò che fosse il Parlamento di Parigi a giudicarlo. Il presidente della Camera era Étienne-François d'Aligre, mentre il procuratore generale Omer Joly de Fleury. Erano uomini ligi alle direttive del governo, e il Parlamento che, dissolto nel 1771 da Luigi XV, si era ricostituito proprio grazie al nipote, si mostrava pieno di deferenza verso il nuovo sovrano. Il 31 maggio 1786 ne risultò una sentenza sensazionale: Rohan fu assolto, con grande disappunto della regina, mentre la contessa de la Motte fu condannata al carcere a vita, a essere flagellata, marchiata il 21 giugno e rinchiusa nella prigione delle prostitute e manicomio, la Salpêtrière. Suo marito, assente, fu condannato anch'egli alla galera a vita. Villette, infine, fu bandito, mentre Nicole Leguay fu assolta.
La regina era offesa come mai in vita sua. Böhmer fu costretto a ritirarsi in Germania, dove morì.

## Lo scandalo
L'opinione pubblica fu molto turbata da questa sentenza. La maggior parte degli storici giungono alla conclusione che Maria Antonietta sia stata relativamente innocente, che il cardinale di Rohan fosse un povero ingenuo e che i coniugi de la Motte agissero in modo ingannevole, ognuno per i propri scopi. E questa fu anche l'opinione del Parlamento in merito, anche se esso non si pronunciò sulla regina.
Molta gente continuò a pensare che la regina avesse usato la contessa per soddisfare il suo odio verso il cardinale di Rohan. La delusione che Maria Antonietta manifestò per l'assoluzione dell'uomo e il fatto che egli, dopo aver perso le sue cariche, venne esiliato nell'abbazia di la Chaise-Dieu contribuirono a rafforzare questa idea. Inoltre, con la complicità di alcuni nobili ostili ai regnanti, specie alla regina, Jeanne Valois riuscì a scappare dalla Salpêtrière il 5 giugno 1787, e questo creò il sospetto che la Corte l'avesse aiutata. L'assoluzione di Rohan spinse molti a credere che la regina fosse in torto. Tutto ciò contribuì molto ad accrescere l'impopolarità di Maria Antonietta, per quanto la sua innocenza fosse provata.
La contessa de la Motte si rifugiò a Londra, dove pubblicò le sue Mémoires, nelle quali si dichiarava innocente. Dopo aver continuato la sua campagna denigratoria verso il conte di Cagliostro, verso la corte del re Luigi XVI, e soprattutto verso la regina, fu perseguitata dalla polizia francese e dalle spie del re di Francia in Inghilterra. La storia ufficiale racconta che morì nella capitale inglese il 23 agosto 1791, dopo essere caduta dalla finestra del suo appartamento, al secondo piano, nel tentativo di sfuggire ai creditori, ma vi sono "leggende" che riportano che Jeanne si rifugiò in Russia, sotto falso nome, e morì settantacinquenne. Solo dopo la sua morte si scoprì la sua vera identità.

## Rilevanza
Lo scandalo della collana di diamanti ebbe un ruolo importante negli anni che precedettero la rivoluzione, perché contribuì a screditare la monarchia francese agli occhi del popolo disilluso. Maria Antonietta era una figura impopolare, e i pettegolezzi salaci sul suo conto la resero più che un peso alla figura del marito. Non riuscì mai a scrollarsi di dosso l'immagine di una donna che era stata capace di perpetrare una frode multimilionaria per i suoi scopi politici. Il fatto che circolassero voci sulla sua vita sessuale e su tali beghe riguardanti gioielli non la avvicinò certo al popolo. Inoltre lo scandalo spinse Luigi XVI ad avvicinarsi alla moglie, il che non lo aiutò a risolvere i successivi dilemmi politici.

## Lo scandalo nelle arti
- Maria Antonietta (Marie Antoinette) (1938)
- Norby and the Queen's Necklace, di Janet Asimov
- L'intrigo della collana (film del 2001)
- La collana della Regina, di Dumas (libro)
- Diamond Necklace, di Carlyle (libro)
- Le Rose di Versailles, di Riyoko Ikeda (fumetto trasposto anche in una serie animata e un'opera teatrale)
- Il diavolo in giardino, commedia di Luchino Visconti, Filippo Sanjust e Enrico Medioli. Musica di Franco Mannino (Palermo, 1963)
- Maria Antonietta e lo scandalo della collana, di Benedetta Craveri (libro)
- Il caso della collana, di Edgar P. Jacobs
- Lo scandalo della collana è anche al centro della trama del numero 385 del fumetto di Dylan Dog. La storia racconta di come la collana in realtà sia stata sottratta al conte de la Motte dalle guardie regie, prima della sua fuga per Londra. In seguito per fomentare l'odio del popolo parigino la regina Maria Antonietta fu costretta ad indossare la collana nel giorno della sua esecuzione. Così il prezioso ornamento, impregnato del sangue della regina, è diventato un oggetto maledetto in grado di decapitare all'istante chiunque lo indossa, anche a secoli di distanza.